# Zeltornis ginsburgi
Zeltornis ginsburgi — вид викопних лелекоподібних птахів родини чаплевих (Ardeidae). Це був великий птах, що сягав 2 м завдовжки, вагою — до 15 кг, а розмах крил становив 2,5 м. Скам'янілі рештки складаються лише з правого коракоїда, проте цього достатньо щоб вид віднести до чаплевих.
Назва Zeltornis походить від гір Зелтен в Лівії де знайдені рештки цього виду.